# Rosalind Howells
Pour les articles homonymes, voir Howells.
 (juin 2021).
Rosalind Patricia-Anne Howells, baronne Howells de St Davids (née le 10 janvier 1931) est une femme politique travailliste britannique, anciennement membre de la Chambre des lords.

## Biographie
Howells fait ses études au St Joseph's College de Reading, au South West London College et à l'Université du district de Columbia à Washington, DC En 1955, elle épouse John Charles Howells et ils ont deux filles.
Howells est directrice du Greenwich Racial Equality Council ainsi que travailleur communautaire et pour l'égalité des chances. La baronne Howells est administratrice du Stephen Lawrence Charitable Trust et est la conseillère officieuse de la famille Lawrence.
Howells est la première femme noire à siéger au conseil de formation du GLC ; la première femme membre de la Cour des gouverneurs de l'Université de Greenwich et vice-présidente du London Voluntary Service Council. Elle travaille avec le Carnival Liaison Committee, le Greater London Action in Race Equality, et est une militante active pour la justice dans le domaine des relations raciales. Elle est administratrice de la Jason Roberts Foundation, qui vise à offrir une gamme d'opportunités sportives aux enfants et aux jeunes au Royaume-Uni et à la Grenade.
En mars 2009, elle est investie en tant que chancelière de l'Université du Bedforshire à Luton. La baronne Howells est administratrice du UK Trust de l'Université St George et siège au conseil d'administration de la Windward Islands Research and Education Foundation (WINDREF), l'institut de recherche affilié à l'Université St. George.
Ayant reçu un OBE dans les distinctions honorifiques du Nouvel An de 1994, elle est nommée pair à vie en tant que baronne Howells de St Davids, de Charlton dans le quartier londonien de Greenwich le 21 juillet 1999. Le nom St Davids fait référence à la paroisse de Grenade où elle a grandi, au sud-est de l'île. Elle prend sa retraite de la Chambre des Lords le 10 janvier 2019.